# Povolški Nemci
Povolški Nemci (rus. поволжские немцы) su etnički Nemci koji su se naselili i istorijski živeli duž reke Volge u regionu jugoistočne evropske Rusije oko Saratova i blizu Ukrajine bliže jugu. Regrutovani kao imigranti u Rusiju u 18. veku, bilo im je dozvoljeno da zadrže svoju nemačku kulturu, jezik, tradiciju i crkve (luterani, reformatori, katolici, moravci i menoniti). U 19. i početkom 20. veka, mnogi Nemci sa Volge emigrirali su u Sjedinjene Države, Kanadu, Brazil i Argentinu.
Tokom Velike čistke, na meti su bili povolški Nemci, a nakon nemačke invazije na Sovjetski Savez 1941. godine, etnički Nemci su deportovani u koncentracione logore u Sibiru i Centralnoj Aziji, što je rezultiralo smrću oko 1,5 miliona Nemaca sa Volge. Naučnici nazivaju deportacije i masovne žrtve etničkih manjina pod Staljinom kasnije kao etničko čišćenje i vodi se debata da li je proterivanje bilo genocidno ili ne. Nakon raspada Sovjetskog Saveza 1991. godine, mnogi Nemci sa Volge emigrirali su u Nemačku.

## Istorija

### Poziv u Rusiju
Godine 1762, Katarina II, rođena kao nemačka princeza i rodom iz Ščećina u Pomeraniji, svrgnula je svog muža Petra III, rođenog kao nemačkog princa u Kilu, i zauzela ruski carski presto. Sledeći vođstvo Marije Terezije, carice Austrougarske i Ugarske, pozivajući Nemce da se nasele na Dunavu na Balkanu, Katarina Velika je objavila manifeste 1762. i 1763. godine u kojima je pozivala Evropljane koji nisu Jevreji da se imigriraju i postanu ruski podanici i da obrađuju rusku zemlju zadržavajući svoj jezik i kulturu. Iako je prvi dobio malo odgovora, drugi je imao poboljšane ponuđene pogodnosti i bio je uspešniji u privlačenju kolonista. Ljudi u drugim zemljama kao što su Francuska i Engleska bili su skloniji da migriraju u kolonije u Americi. Druge zemlje, poput Austrije, zabranjivale su emigraciju.
Oni koji su otišli u Rusiju imali su posebna prava prema uslovima manifesta. Neka, poput oslobođenja od služenja vojnog roka, ukinuta su u drugoj polovini 19. veka kada je vladi bilo potrebno više regruta za rusku vojsku. Zajednice menonita koje su govorile platinski dijalekat nemačkog bile su protiv vojne službe zbog svojih pacifističkih uverenja, te su mnogi menoniti emigrirali u Ameriku.

### 19. vek
Krajem 19. veka Rusko carstvo je počelo da primenjuje agresivnu politiku rusifikacije. Iako im je obećan izvesni stepen relativne autonomije (uključujući oslobađanje od regrutacije) kada su se naselili u Ruskom carstvu, ruska monarhija je postepeno smanjivala njihova specifična prava kako je vreme odmicalo. Nemci su počeli da trpe znatan gubitak autonomije. Regrutacija je na kraju vraćena. To je bilo nepoželjno i posebno štetno za menonite, koji praktikuju pacifizam. Tokom 19. veka pojačao se pritisak ruske vlade da se kulturno asimiluju. Mnogi Nemci iz Rusije smatrali su da je neophodno da emigriraju da bi izbegli regrutaciju i sačuvali svoju kulturu. To je dovelo do toga da se neki Nemci organizuju i pošalju emisare u neke zemlje u Americi kako bi procenili potencijalna odredišta naselja. Odabrane destinacije bile su Kanada, Sjedinjene Američke Države, Brazil i Argentina. Većina poolških Nemaca koji su se naselili u Latinskoj Americi bili su katolici. Mnogi katolički Nemci sa Volge izabrali su Južnu Ameriku za svoju novu domovinu jer su tamošnje nacije delile njihovu veru.

## Literatura
- Merten, Ulrich (2015). Voices from the Gulag: The Oppression of the German Minority in the Soviet Union. Lincoln, Nebraska: American Historical Society of Germans from Russia. ISBN 978-0-692-60337-6.
- Koch, Fred C (2010). The Volga Germans: in Russia and the Americas, from 1763 to the present. Penn State Press..
- Mukhina, Irina (2007). The Germans of the Soviet Union. Routledge..
- Salitan, Laurie P. "Soviet Germans: A Brief History and an Introduction to Their Emigration." in Politics and Nationality in Contemporary Soviet-Jewish Emigration, 1968–89 ( Palgrave Macmillan UK, 1992) pp 72–83.
- Waters, Tony. "Towards a theory of ethnic identity and migration: the formation of ethnic enclaves by migrant Germans in Russia and North America." International Migration Review (1995): 515-544.

## Spoljašnje veze
- The Volga German Institute at Fairfield University Архивирано на веб-сајту  (10. април 2019)
- The Center for Volga German Studies at Concordia University Архивирано 2008-09-03 на сајту
- Germans from Russia Heritage Society
- Flag
- Volga Germans
- American Historical Society of Germans from Russia
- Germans from Russia Heritage Collection North Dakota State University
- Germans from Russia in Argentina Genealogy
- Wolgadeutschen
- The Golden Jubilee of German-Russian Settlements of Ellis and Rush Counties, Kansas
- Germans from Russia in Argentina
- German Memories - Volga Germans Migration Towards Americas
- Elaine Frank Davison Germans from Russia collection at the Whitman College and Northwest Archives, Whitman College.